# بعل شيم توف
الحاخام يسروئيل (إسرائيل) بِن إليعزير (Yisroel (Israel) ben Eliezer) (רבי ישראל בן אליעזר — 22 من مايو 1760م)، غالبًا يُدعَى بعل شيم توف (Baal Shem Tov) (/ˌbɑːl ˈʃɛm ˌtʊv/ أو /ˌtʊf/) أو بيشت (Besht)، هو حاخام يهودي صوفي. وهو يُعتبر مؤسِس حركة الحاسيديم (انظر أيضًا أسرة ميزبيز الحاسيدية (Mezhbizh Hasidic dynasty)).
يَعرِف كثير من اليهود المتدينين بيشت باسم «بعل شيم المقدس» (the holy Baal Shem) (der heyliger baal shem في اليديشية)، أو بالاسم الأكثر شيوعًا بعل شيم توف (בעל שם טוב). يُترجَم الاسم Baal Shem Tov (بعل شيم توف) في الإنجليزية إلى "Master of the Good Name" (سيد الاسم الجيد) ولكن يمكن ترجمته إلى ترجمتين أخريين على الأقل:
- "Good Master of the Name" (السيد الصالح صاحب الاسم) إذا أُخِذ الاسمين "Baal Shem" كوحدة واحدة، وتشير هذه الترجمة إلى الإنسان الذي يستخدم الأسماء الإلهية في علاج الأمراض وعمل المعجزات. على سبيل المثال يمكن أن يُقال "an effective baal shem" (سيد صالح يُحسن استخدام الأسماء الإلهية جيدًا).
- "One who has a good reputation in the community" (شخص ذو سمعة جيدة في المجتمع) حيث إن مصطلح "Baal" في اللغة العبرية يمكن أن يعطي معنى "one characterized by" (شخص يتصف بـ) ويمكن أن يعطي لفظ "Shem" معنى "reputation" (سمعة) فتكون الترجمة المحتملة للاسم "one characterized by a good reputation" (الشخص الذي يتصف بالسمعة الجيدة).

يُستخدَم الاسم Besht (بيشت) (בעש"ט) - مكون من الحروف الأولى لكلمات الاسم، bet ayin shin tet-عادةً في الكتابة وليس الكلام. لم يقتصر اللقب “Baal Shem” (بعل شيم) على الحاخام يسروئيل بن إليزير، ومع ذلك، كان يسروئيل بن إليزير أقرب شخص لهذا اللقب لأنه مؤسس الحركة الروحية، حركة الحاسيديم.
يصعب الوصول إلى الحقائق التاريخية المتعلقة ببيشت في كثير من الأوقات لأن المعلومات القليلة المعروفة عن سيرته الذاتية متداخلة مع أساطير المعجزات. موقف الـChassidim من تلك الأساطير هو مزيج غريب من الشك من ناحية ومن الطفولية والمعتقد الساذج من ناحية أخرى. أعلن القائد شلومو (Shlomo) قائد رودومسك (Rodomsk) بقوة اللفظ قائلاً: «أحمق من يصدق كل قصص المعجزات عن بعل شيم توف الموجودة في مجموعة أساطيرShivhei HaBaal Shem Tov، و[غير مؤمن] (apikoros) من ينكر قدرته على فعل تلك المعجزات.» ووضح القائد مورديخاي (Mordechai) قائد نِشكيز (Neshkiz) قائلاً: «حتى إذا لم تكن قصة من القصص التي حُكيت عنه صحيحة، وإذا لم تكن هناك أبدًا تلك المعجزة، فإن بعل شيم توف قادر على فعل أي شيء، ربما تُبارِك ذكراه حياة العالم القادمة.»
ومع ذلك، من الأساطير العديدة المرتبطة بمولده، يمكن استنتاج أن والديه كانا فقراء وشرفاء وخاشعين. وعندما تُوفي والداه وأصبح يتيمًا، اعتنى به المجتمع. وفي المدرسة، ميَّز بعل شيم توف نفسه عن باقي التلاميذ باختفاءاته المستمرة حيث كان يختفي ويجدونه دائمًا في الغابات المنعزلة المحيطة بالمكان يستمتع بجمال الطبيعة. اعتقد كثير من ناصريه إنه آت من سلالة الملك ديفيد (Davidic line) وإنه من ذرية الملك ديفيد من البيت الملكي وإنه مسيا يهودي.

## معرض صور

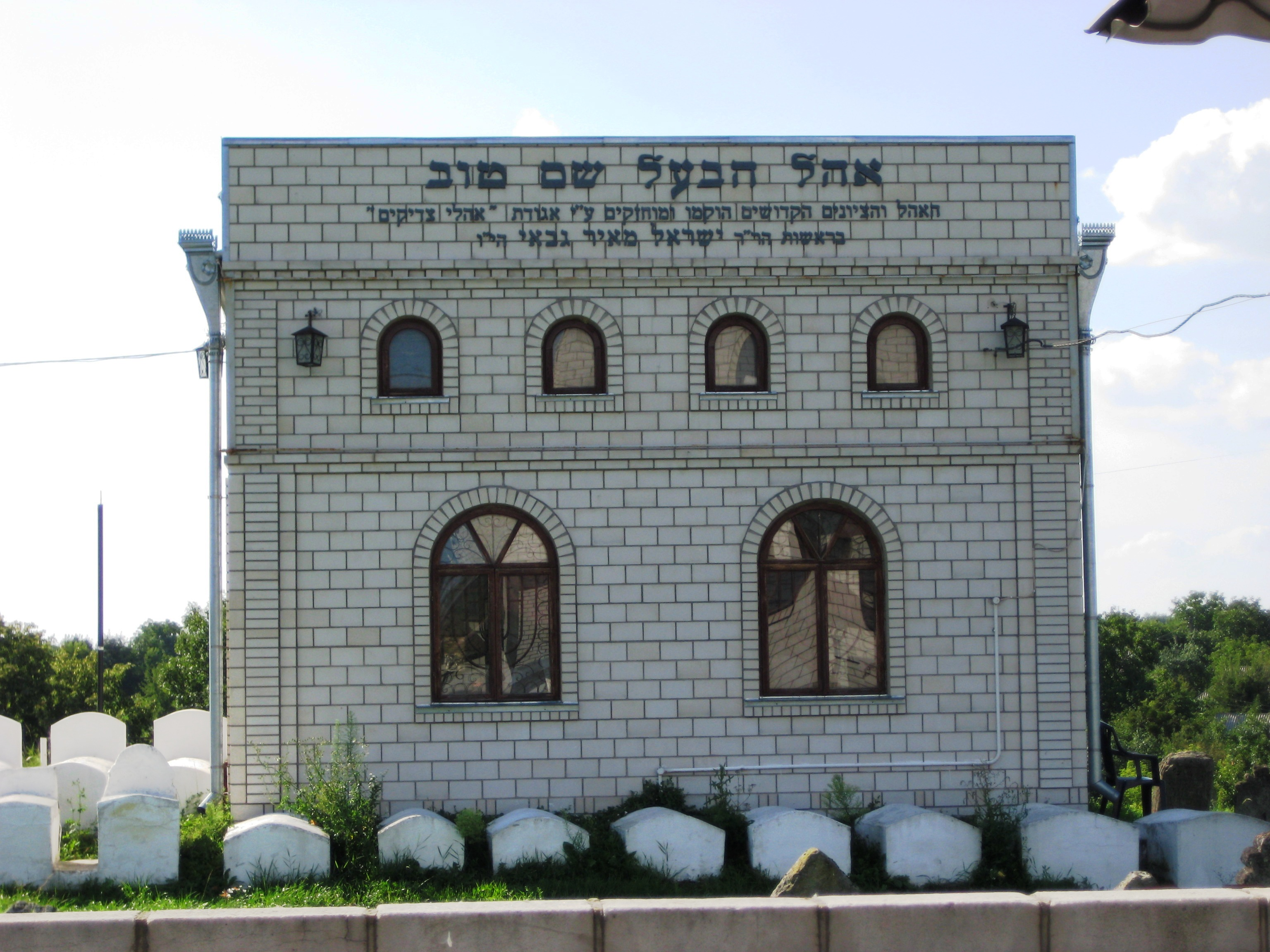
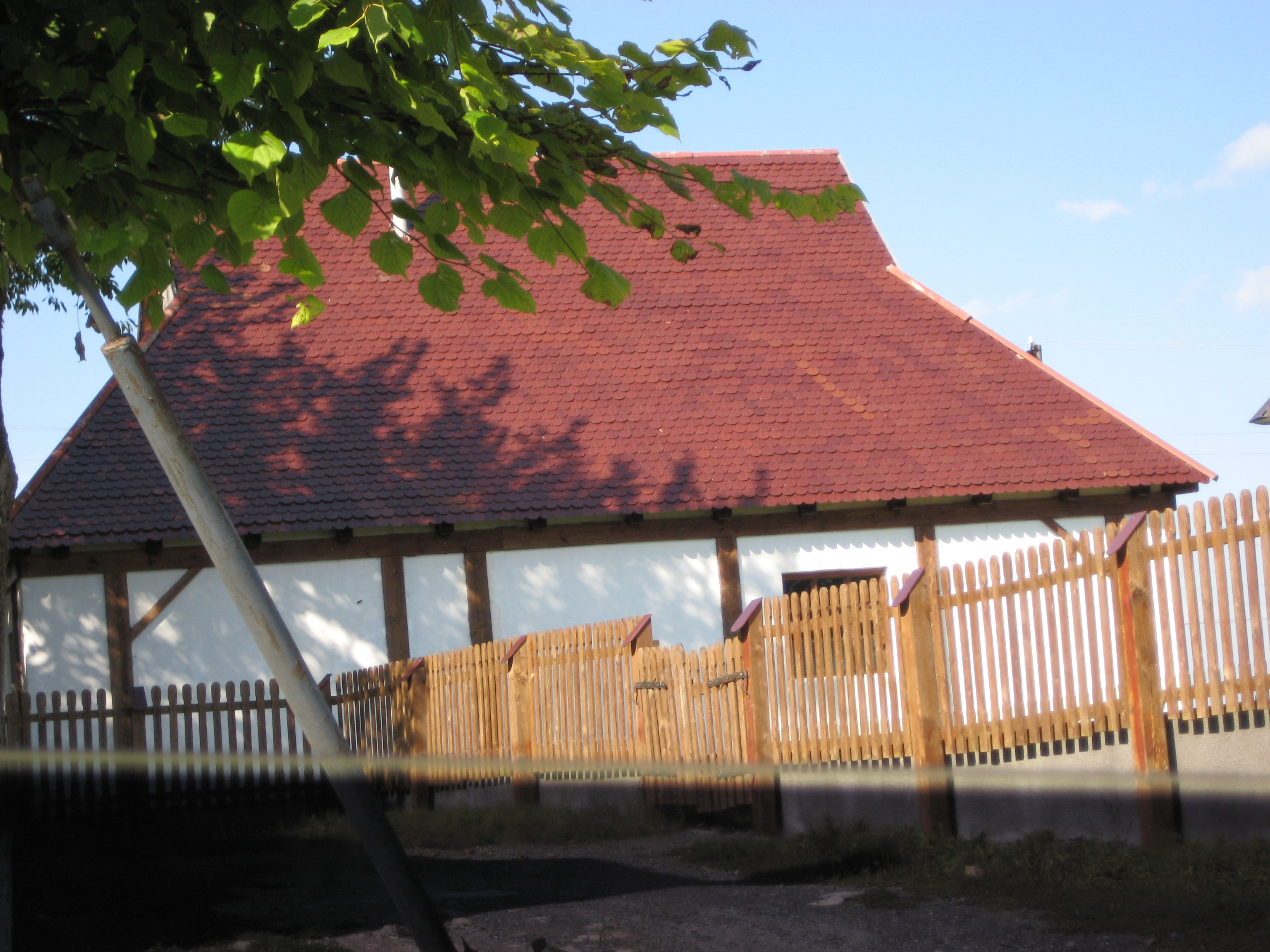
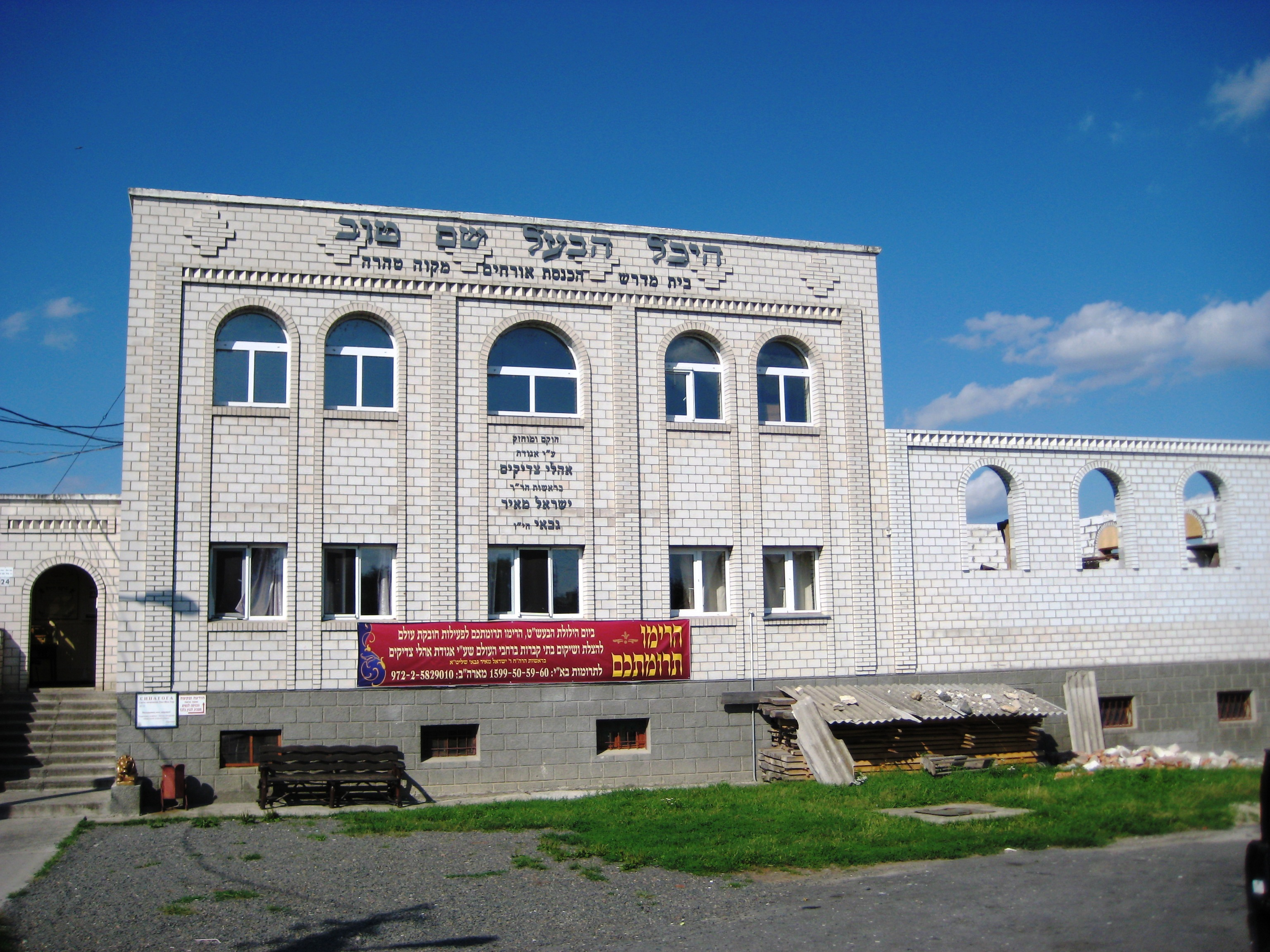

## كتابات أخرى
- Dubnow, Yevreiskaya Istoria, ii. 426–431
- idem, in Voskhod, viii. Nos. 5–10
- Heinrich Grätz, Gesch. der Juden, 2d ed., xi. 94–98, 546–554
- Jost, Gesch. des Judenthums und Seiner Sekten, iii. 185 et seq.
- A. Kahana, Rabbi Yisrael Baal Shem, Jitomir, 1900
- D. Kohan, in Ha-Sh. ;ar, v. 500–504, 553–554
- Rodkinson, Toledot Baale Shem-Tov;ob, Königsberg, 1876
- Schechter, Studies in Judaism, 1896, pp. 1–45
- Zweifel, Shalom ’al-Yisrael, i.–iii.
- Zederbaum, Keter Kehunah, pp. 80–103
- Frumkin, ’Adat ...;..Hasidim, Lemberg, 1860, 1865 (?)
- Buxbaum, Y, Light and Fire of the Baal Shem Tov, ISBN 0-8264-1772-8, Continuum International Publishing Group, NY, 2005 (420 pp).
- Israel Zangwill, Dreamers of the Ghetto, pp. 221–288 (fiction).
- Chapin, David A. and Weinstock, Ben, The Road from Letichev: The history and culture of a forgotten Jewish community in Eastern Europe, Volume 1. ISBN 0-595-00666-3 iUniverse, Lincoln, NE, 2000.
- Rabinowicz, Tzvi M. The Encyclopedia of Hasidism: ISBN 1-56821-123-6 Jason Aronson, Inc., 1996.
- Rosman, Moshe, Founder of Hasidism: ISBN 0-520-20191-4 Univ. of Calif. Press, 1996. (Founder of Hasidism by Moshe Rosman)
- Rosman, Moshe, “Miedzyboz and Rabbi Israel Baal Shem Tov”, Zion, Vol. 52, No. 2, 1987, p. 177-89. Reprinted within Essential Papers on Hasidism ed, G.D. Hundert ISBN 0-8147-3470-7, New York, 1991.
- Schochet, Jacob Immanuel, Rabbi Israel Baal Shem Tov, Liebermann, Toronto 1961
- Schochet, Jacob Immanuel, Tzava’at Harivash — The Testament of Rabbi Israel Baal Shem Tov (annotated English translation with an introduction on the history and impact of this work and the controversy it evoked in the battle between Hasidism and its opponents), Kehot, Brooklyn NY 1998. Full text provided online
- Schochet, Jacob Immanuel, The Mystical Dimension, 3 volumes, Kehot, Brooklyn NY 1990 (2nd ed. 1995)
- Sears, David, The Path of the Baal Shem Tov: Early Chasidic Teachings and Customs Jason Aronson, Queens NY 1997 ISBN 1-56821-972-5
- Singer, Isaac Bashevis, "Reaches of Heaven: A Story of the Baal Shem Tov", Faber, 1982

## وصلات خارجية
- بعل شيم توف على موقع الموسوعة البريطانية (الإنجليزية)
- بعل شيم توف على موقع ميوزك برينز (الإنجليزية)

- The Baal Shem Tov Foundation
- Brief biography
- Tzava’at Harivash — The Testament of Rabbi Israel Baal Shem Tov translated to English
- Baal Shem Tov minisite on chabad.org
- Map of the Baal Shem Tov and his disciple’s travels from Routledge Publishing
- Thirty Six Aphorisms of the Baal Shem Tov
- Jewish Encyclopedia article
- Video Lecture on the Ba'al Shem Tov by Dr. Henry Abramson على يوتيوب

### Baal Shem Tov stories
- Chassid Stories Archive
- Baal Shem Tov Foundation Story Room
- Hasidic Stories — Besht
- Baal Shem Tov Foundation — Library